# 中国人民解放军海军潜艇学院
36°08′03.6″N 120°21′36.8″E / 36.134333°N 120.360222°E
中国人民解放军海军潜艇学院，简称海军潜艇学院、青岛海军潜艇学院，本部位于山东省青岛市，隶属中国人民解放军海军，为军事高等教育院校。

## 沿革

### 中国人民解放军海军潜水艇学校
- 1953年3月20日，中央军委命令以原川北军区领导机关、旅顺潜艇学习队为基础，组建中国人民解放军第四海军学校。校长傅继泽，政治委员王昕。驻青岛市登州路77号[2]，8月13日正式组建。1954年9月20日迁至浮山所附近的湛流干路23号（今山东路10号）[3]。1956年开办本科教育[4]。
- 1957年9月23日，经国防部批复，第四海军学校改称中国人民解放军海军潜水艇学校。执行师级权限。
- 1969年2月29日，根据中央军委关于军队院校调整方案，撤销海军潜水艇学校[2]。

### 中国人民解放军潜水艇士兵学校
- 1960年7月13日，中国人民解放军总参谋部命令：“以潜水艇学校水兵训练团为基础组建潜水艇士兵学校”。8月20日，中国人民解放军海军潜水艇士兵学校成立。校长李怀章，政治委员王统军[2]。驻登州路77号。1964年迁驻大沙支路4号。
- 1969年2月29日，根据中央军委关于军队院校调整方案，撤销海军潜水艇士兵学校[2]。

### 中国人民解放军海军潜艇学院
- 1972年6月28日，海军党委决定以原海军潜水艇学校、原海军潜水艇士兵学校恢复重建中国人民解放军海军潜艇学校（师级）[2]。
- 1974年1月3日，根据中央军委命令，潜艇学校升为军级，隶属军委海军。校长张震春（代），政治委员陈辉[2]。
- 1983年8月24日，根据中央军委命令，改为中国人民解放军海军潜艇学院。院长苏军，政治委员陈辉。驻山东路10号[2] [5][6]。副军级。
- 2009年，拍卖了位于青岛市市南区山东路10号的老校区，学校本部迁至青岛市崂山风景区附近的李沧区金水路[7]。
- 2017年，在深化国防和军队改革中，海军潜艇学院的性质调整为军事高等教育院校[4][8]。

## 历任领导
| 院长 - 傅继泽（1953年—1958年1月，第四海军学校、海军潜水艇学校校长） - 易耀彩（1958年1月—1960年8月，海军潜水艇学校校长） - 于侠（1960年8月—1969年，海军潜水艇学校校长） - 李怀章（1960年7月—1969年，海军潜水艇士兵学校校长） - 张震春（1973年12月—1974年，海军潜艇学校筹建委员会主任） - 苏军（1974年—1983年6月，海军潜艇学校校长；1983年6月—8月，海军潜艇学院院长） - 高振家（1983年8月—1986年10月） - 朱意达 海军少将（1986年10月—1990年1月） - 陈叔韩 海军少将（1990年1月—1992年11月） - 李树文 海军少将（1992年11月—1994年4月） - 崔福林 海军少将（1994年4月—2000年8月） - 张磊愚 海军少将（2000年8月—2005年7月） - 刘光悠 海军少将（2005年7月—2006年12月） - 魏学义 海军少将（2006年12月—2009年） - 顾祥兵 海军少将（2009年12月—2012年） - 支天龙 海军少将（2012年—2016年） - 王宇 海军少将（2016年—2020年） - 刘荣富 海军少将（2020年—） | 政治委员 - 王昕（1953年—1960年，第四海军学校、海军潜水艇学校政治委员） - 何明智（1960年9月—1964年，海军潜水艇学校政治委员） - 赵宏博（1964年—1969年，海军潜水艇学校政治委员） - 王统军（1960年7月—？，海军潜水艇士兵学校政治委员） - 肖英（？—1969年，海军潜水艇士兵学校副政治委员主持工作） - 陈辉（1974年—1983年6月，海军潜艇学校政治委员；1983年6月—1985年10月，海军潜艇学院政治委员） - 杨宝骧 海军少将（1985年10月—1990年7月） - 李中文 海军少将（1990年7月—1993年） - 肖德基 海军少将（1993年12月—1999年7月） - 刘玉 海军少将（1999年7月—2004年7月） - 秦兴和 海军少将（2004年7月—2008年1月） - 董凤纯 海军少将（2009年4月—2015年） - 周名贵 海军少将（2015年—） |

## 专业设置
1987年开始招收硕士研究生，1990年获硕士学位授予权。2002年被批准为全军第一批军事硕士专业学位教育试点院校。2003年获博士学位授予权。2009年建成“战术学”、“船舶与海洋工程”博士后科研流动站。截至2017年，学院有19个技术兵培训专业，17个士官职业技术教育大专专业，3个现职军官培训专业，7个本科教育专业，12个硕士学位授权点，2个博士学位授权点，2个博士后科研流动站。7个本科教育专业是：
- 电子信息工程
- 水声工程
- 航海技术
- 救助与打捞工程
- 船舶与海洋工程
- 武器系统与工程
- 武器发射工程[4]

## 校区
- 本部：位于山东省青岛市李沧区金水路1号36°10′49.15″N 120°29′50.75″E / 36.1803194°N 120.4974306°E[4] [15]
- 潜艇兵训练基地：位于山东省青岛市市北区大沙路9号甲36°05′57.27″N 120°18′55.08″E / 36.0992417°N 120.3153000°E[16]